# Adam Horowitz
Adam Horowitz é um escritor de programas de televisão, dentre os quais: Felicity, Black Sash, One Tree Hill, Popular, Fantasy Island, Birds of Prey, Life As We Know It, Once Upon a Time e Lost. Durante a temporada de 2006-2007, ele foi produtor co-executivo de Lost.

## Trabalhos
- Dead of Summer (2016)

- Once Upon A Time (2011)
- Tron: Legacy (2010)
- Lost (2005-07)
  - Episódio 1x22 "Born to Run" com Edward Kitsis
  - Episódio 2x04 "Everybody Hates Hugo" com Edward Kitsis
  - Episódio 2x12 "Fire + Water" com Edward Kitsis
  - Episódio 2x18 "Dave" com Edward Kitsis
  - Episódio 2x22 "Three Minutes" com Edward Kitsis
  - Episódio 3x04 "Every Man for Himself" com Edward Kitsis
  - Episódio 3x10 "Tricia Tanaka Is Dead" com Edward Kitsis
  - Episódio 3x14 "Exposé" com Edward Kitsis
  - Episódio 3x18 "D.O.C." com Edward Kitsis
  - Episódio 3x21 "Greatest" Hits com Edward Kitsis
  - Episódio 4x03 "The Economist" com Edward Kitsis
  - Episódio 4x07 "Ji Yeon" com Edward Kitsis
  - Episódio 4x10 "Something Nice Back Home" com Edward Kitsis